# 山軽駅

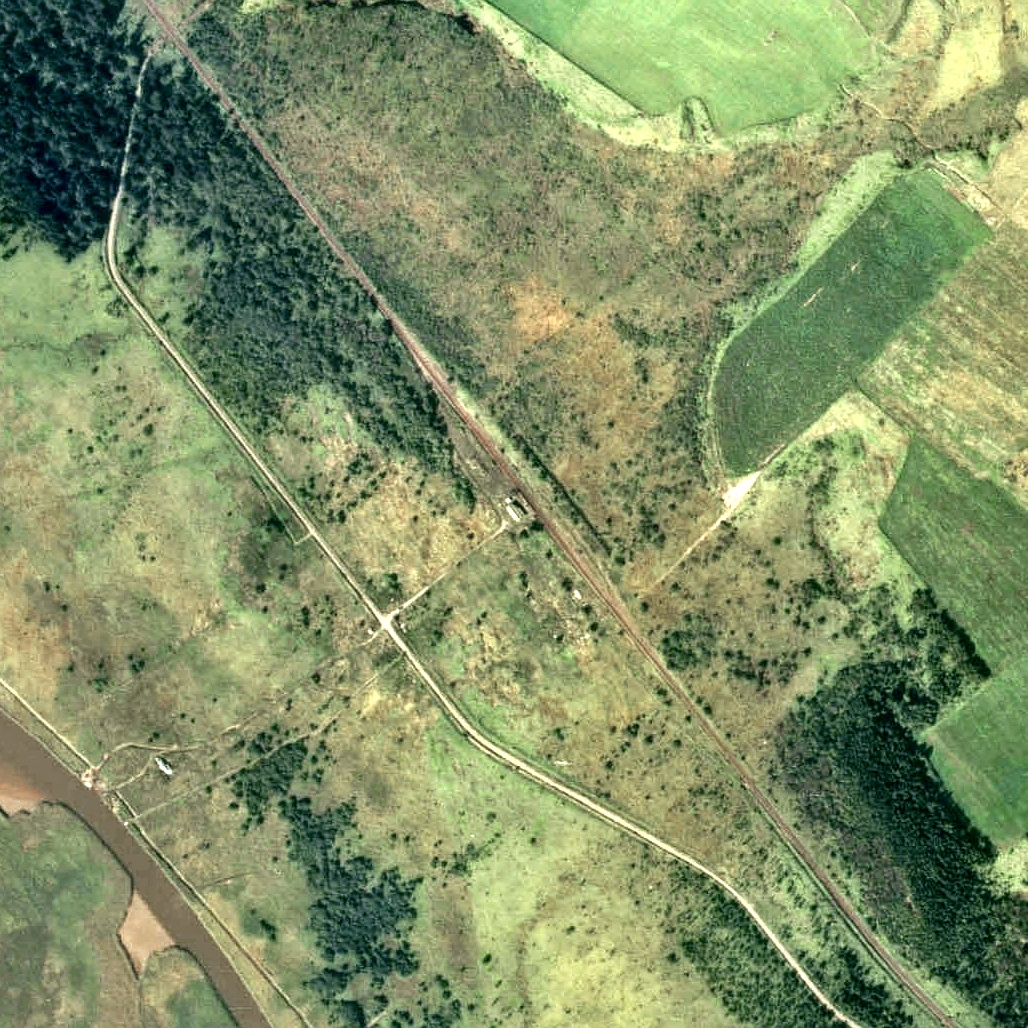
1977年の山軽駅と周囲約1km範囲。左上が南稚内方面。無人化された後の姿で、既に棒線化されているが、かつては相対式ホーム2面2線と駅舎横の貨物ホームに引込み線、駅裏に副本線とストックヤードを有する普通の駅だった。写真の時点で既に周辺は全くの無人地帯である。木造駅舎はそのまま残されているが、後年プレハブの待合室に置き換えられている。

山軽駅（やまがるえき）は、かつて北海道（宗谷支庁）枝幸郡浜頓別町字山軽に置かれていた、北海道旅客鉄道（JR北海道）天北線の駅（廃駅）である。電報略号はヤル。事務管理コードは▲121909。

## 歴史
この地はクッチャロ湖の大沼と小沼を結ぶ運河状の川に面して開かれた開拓地で、駅前の川側に集落が形成された。旧国道は、海側から踏切を通って駅前を通り、また踏切を通って海側へ戻るようにわざわざ曲げられている。クッチャロ湖の周囲を開拓伐採した木材が湖面を渡り、この駅に集積したことから集落は発展した。その後は終戦直後の食糧難時代の農業開拓者受入事業などによって人口も増えたが、木材需要の低迷と農業に適さない気候風土によって、昭和40年代の高度経済成長期に入ると一気に過疎化し、この集落を通らずに真っ直ぐ敷き直された国道周辺に散在する酪農家以外は、全くの無人地帯となった。1971年（昭和46年）度には、当駅の年度乗降客数（1971年4月1日から1972年3月31日までの乗降客の合計）0人を記録している。
- 1919年（大正8年）11月1日 - 鉄道院宗谷本線の浜頓別駅 - 浅茅野駅間の延伸開通に伴い、開業[1]。一般駅[1]。
- 1930年（昭和5年）4月1日 - 音威子府駅 - 稚内駅間を宗谷本線から天北線に改称、それに伴い同線の駅となる。
- 1949年（昭和24年）6月1日 - 公共企業体である日本国有鉄道に移管。
- 1961年（昭和36年）4月1日 - 路線名が天北線に改称され、それに伴い同線の駅となる。
- 1969年（昭和44年）2月1日 - 貨物・荷物の取り扱いを廃止し、同時に無人駅化[1]。
- 1987年（昭和62年）4月1日 - 国鉄分割民営化により、北海道旅客鉄道（JR北海道）の駅となる[1]。
- 1989年（平成元年）5月1日 - 天北線の全線廃止に伴い、廃駅となる[1]。

## 駅構造
廃止時点で、1面1線の単式ホームを有する地上駅であった。ホームは、線路の西側（南稚内方面に向かって左側）に存在した。分岐器を持たない棒線駅となっていた。かつては2面2線の相対式ホームを有する、列車交換可能な交換駅であった。
無人駅となっており、有人駅時代の駅舎は撤去され待合所が2棟、ホームから少し離れた位置に建築されていた。ホームは気動車1両分の長さの土盛りであった。

## 駅名の由来
当駅が所在した地名より。地名は、アイヌ語の「ヤムワッカル」〔冷たい・水（～のある、あるいは、～を汲みに行く）・道〕に由来する。

## 利用状況
乗車人員の推移は以下のとおり。年間の値のみ判明している年については、当該年度の日数で除した値を括弧書きで1日平均欄に示す。乗降人員のみが判明している場合は、1/2した値を括弧書きで記した。
| 年度               | 乗車人員 | 乗車人員 | 出典  | 備考 |
| 年度               | 年間     | 1日平均  | 出典  | 備考 |
| ------------------ | -------- | -------- | ----- | ---- |
| 1934年（昭和09年） |          | 15       | [ 6 ] |      |
| 1951年（昭和26年） |          | 25       | [ 6 ] |      |
| 1961年（昭和36年） |          | 30       | [ 6 ] |      |
| 1965年（昭和40年） |          | 27       | [ 6 ] |      |
| 1971年（昭和46年） |          | 0        | [ 6 ] |      |
| 1978年（昭和53年） |          | 4        | [ 7 ] |      |
| 1981年（昭和56年） |          | 1        | [ 6 ] |      |

## 駅周辺
広大な牧草地、原野が広がっている。
- 国道238号（オホーツクライン）
- 鳥類観測センター[8]
- クッチャロ湖 - 駅から西に約0.6km[3]。白鳥飛来地。帆かけスキーの開催地。
- 宗谷バス天北宗谷岬線「山軽」停留所

## 駅跡
周辺の線路跡は、浜頓別駅跡から猿払駅跡までが「北オホーツクサイクリングロード」に転用されている。
2001年（平成13年）時点ではサイクリングロード沿いにホーム、駅名標、待合所が残存し、待合所はサイクリングの休憩所に再利用されていた。2010年（平成22年）時点でも同様であったが、待合所は2001年時点にあった出入口扉や窓が無くなるなど荒廃していた。ガラスは割れて室内に散乱し、建材の腐敗臭が漂う。また駅前広場に荒れた放置車両があり、景観を著しく乱している。2017年（平成29年）6月時点では熊出没の為、サイクリングロードの当駅跡付近（浜頓別駅跡－安別駅跡間）が立入禁止となっている。

## 隣の駅
北海道旅客鉄道
天北線
浜頓別駅 - 山軽駅 - 安別駅
かつて浜頓別駅と当駅との間に北頓別仮乗降場（きたとんべつかりじょうこうじょう）が存在した（開業年月日不詳、1967年（昭和42年）10月1日廃止）。